# Karl Hellgren
Karl Wilhelm Hellgren, född 30 oktober 1888 i Stockholm, död på samma ort 21 oktober 1965 i Sankt Görans församling i Stockholm, var en svensk skådespelare och operasångare.

## Biografi
Karl Hellgren var son till bryggeritjänstemannen Gustaf Alfred Hellgren. Han genomgick handelsskola och var 1910–1918 korrespondent för Dental AB i Stockholm. Efter sångstudier i Wien och Berlin scendebuterade han 1918 på Oscarsteatern som Storhertig Franz i operetten Kejsarinnan Maria Theresia och han var engagerad på Oscarsteatern 1920–1922.  Operadebuten var i rollen som Escamillo i Carmen på Stockholmsoperan 1923, där han stannade till 1924. Det året begav han sig ut i Europa och spelade vid Tyska operan i Brno 1925–1926, Volksoper i Wien 1926–1929, operan i Graz 1929–1930, operan i Saarbrücken 1930–1931 och Det Kongelige Teater i Köpenhamn 1931. Han återvände till Sverige och Stora Teatern, Göteborg 1933–1936. Karl Hellgren är begravd på Sandsborgskyrkogården i Stockholm.

## Teater

### Roller (ej komplett)
| År   | Roll       | Produktion                                                              | Regi             | Teater           |
| ---- | ---------- | ----------------------------------------------------------------------- | ---------------- | ---------------- |
| 1918 |            | Kejsarinnan Maria Théresia Leo Fall, Julius Brammer och Alfred Grünwald | Oskar Textorius  | Oscarsteatern    |
| 1920 |            | Flickan från U.S.A., revy Fred Winter                                   | Oskar Textorius  | Kristallsalongen |
| 1923 | Escamillo  | Carmen Georges Bizet                                                    |                  | Kungliga Operan  |
| 1933 | d'Artagnan | De tre musketörerna Rudolf Schantzer, Ernst Welisch och Ralph Benatzky  | Nils Johannisson | Oscarsteatern    |

## Filmografi
- 1923 – Hemslavinnor
- 1931 – Ungkarlsparadiset